# Gun (雑誌)
『Gun』（ガン）は、国際出版が発行していた実銃および遊戯銃の月刊専門雑誌。別名『月刊Gun』・『Gun誌』。1962年創刊、2011年休刊。後継誌となる『Gun Professionals』及び『Gun Magazine』についても併せて解説する。

## 解説
会員向けにモデルガンの販売を行う銃愛好家団体、国際ガンクラブ（後にインターナショナルガンクラブを経て、国際産業に）の会報誌を前身に、日本では類を見ない銃専門雑誌として創刊。実銃、トイガンに関する話題を全般的に扱っていた。
創刊以前に存在した他の銃専門雑誌・書籍はスポーツ射撃や狩猟に関するものが主だったが、本誌は日本国内では所持できない銃器についての記事を中心とした事を大きな特色としていた。1985年頃に人気がピークを迎え売り上げも8万部を記録。後年は景気の低迷を受けて販売部数は落ちていたものの、一定水準のまま安定していた。
しかし国際出版が長期に亘る税金滞納を理由に国税局から差し押さえ処分を受けた事を当時の荒井雅治社長が海外ライターなど関係者に対し、2011年9月27日付けで通達。その結果、業務の継続が困難となり2011年11月号を以て休刊。同年12月5日の株主総会で解散を決議し事業を停止。編集部事務所も12月半ば頃に閉鎖され、およそ50年の歴史に幕を下ろした。
2012年2月、株式会社ホビージャパンからアームズマガジン別冊として『Gun Professionals』 2012年4月号が発売された。この雑誌は『Gun』のメインライターにより記事が作成された事実上の復刊であり、誌面の企画の多くも『Gun』のままである。2012年7月号(Vol.4)までアームズマガジン別冊として出版されたが2012年8月号から月刊誌化された。
また、その他のスタッフがユニバーサル出版に移動、ロゴも同一のものを引き継いだ『Gun Magazine』として2012年9月、復刊（再創刊号編集後記より）。その結果『Gun』の流れを汲む雑誌が2誌存在していた。
2015年、ユニバーサル出版は休刊を発表し、同年2月27日発売予定だった『Gun Magazine』2015年4月号は未刊となった（最終号は同年3月号）。今後の予定については特に告知されていない。

## 主な記事内容
- 実銃レポート
- 海外イベントレポート
- ライターによる独自研究レポート
- 映画・テレビのステージ・ガン紹介
- トイガンの新製品紹介
- 愛読者の広場
- 編集室から読者へ（編集後記）

## 過去の記事内容
GUN DVD
海外のイベントレポートを中心とした収録内容で、新規読者を呼び込んだ反面、DVD再生環境を持たない既存読者からは不評も。パッケージ販売化をもって終了。
フォトピンナップ
折込みスタイルで、表面は銃器の写真、裏面は国際産業の製品カタログが主なスタイルであった。
自衛する市民たち……ドキュメントU.S.A.
アメリカ国内での「応射による正当防衛」の事例を地元紙記事から抜粋紹介。TVドラマや小説のネタ元にされるなど好評であった。
Gunクイズ
間違う事が難しい程の簡単な内容が常であった。40年以上にわたる連載終了後、同コーナーの妙に印象に残るデザインは定期購読案内に引き継がれた。なお、2010年以降は差し替えられている。
モデルガンダイジェスト
本物VSモデルガン 実銃とモデルガン、エアソフトガンのディテールや性能を比較した。
モデルガンの新製品紹介からはじまり、新製品が乏しくなって以降は新旧織り交ぜた記事内容となった。絶版製品の紹介は「モデルガンアンタッチャブル」名義で行われた。
ガンショップ・ストーリー
ガン・ヒーロー・ストーリー
ウェスタン・ガン・ファイター・列伝
Gunニュース問答
Gun所持のABC
Gun百科事典

## 編集部体制
日本の雑誌であるが、国内では実銃の取材が困難であるため、海外各所に支局を置きレポートを行う体制を敷いている。
LA（ロスアンゼルス）支局、SF（サンフランシスコ）支局、テキサス支局、LV（ラスベガス）支局、ヨーロッパ支局が存在する。
実際に事務所を設置しているわけではなく、レポーター個人・グループ単位を「支局」と呼称している。

## 主なライター
ターク・タカノ
テキサス州ダラスを拠点とするテクニカル・ライター。元第一空挺団隊員。中東とヨーロッパを旅したあと米国に渡り、ペンシルベニアのガンスミス学校を卒業。カスタムバレルメーカーのシーレン社に勤務したあと独立。現在は自身でガンスミス業を営み、ベンチ・レストを中心とした競技用カスタム・ライフルの製造を行っている。ベンチ・レスト・ライフル競技の選手であり、1982年テキサス州大会ではヘビーバーミントクラスで優勝、同年全米大会のヘビーバーミントクラスの100ヤード競技で優勝、総合で2位の記録をもつ。
床井雅美
ドイツを拠点に欧州全土を取材対象とする主要ライターの一人。以前はアメリカのスミソニアン博物館招聘研究員であった。リポートは学術資料的なスタイルを取る。カメラマンの神保照史と共にヨーロッパ中のメーカーやショーをまわり取材活動を行う。またロシア（旧ソ連）、ワルシャワパクトを中心とする東側の兵器にも精通し「銃器のミグ屋」とも呼ばれる。その縁でミハイル・カラシニコフとも深い親交があった。
キャプテン中井
ネバダ州を拠点とする元陸上自衛官。ラスベガスで観光客向け射撃ツアー「デザート・シューティング・ツアー」を経営、現在はハワイに拠点を移し「マークワン」を運営している。月刊Gun誌のDVD企画も手がける。職業柄、通常では見られない銃のトラブルを経験してきた為、自身の体験を交えた独自の視点で銃器を評価し定評を得ている。
エディ諸星
同じくラスベガス在住。アメリカでもフルオート銃器の個人所有は容易ではないが、比較的法律の緩いネバダ州に住んでおり、複雑な書類審査などを通じて合法的な手段で規定銃身長以下の長モノやサイレンサーを含む特殊なアイテムをコレクションしており、フルオート合法地域（州）のマーケット事情を含めたマシンガンに関する特殊なリポートを主とし、他のライターとは一線を画す特殊な内容が評判を呼び人気を博す。本業は日米で知られる著名な歯の技工士で、その道でも知られた存在である。
トシ
カリフォルニア州サンフランシスコ郊外に長らく在住し、ベテラン・ライターのジャック・タクボと同じくSF支局としてツインシスター牧場で実射取材を行っていたがイリノイ州へと引っ越し、現在はノースカロライナ州で活動を続ける。実銃とトイガンと映画を絡めた記事を得意としており、親しみやすい文面もあって自身と同年代の映画ファンやモデルガン愛好家達から特に支持されている。同誌のライターであったイチローナガタの息子という誤情報もあったが、実際は弟子筋にあたる。
テリー矢野
国内でナイフ職人を志した後にコロラド州トリニダードにあるガンスミス学校に入学し卒業。しばらくロスアンゼルス郊外を拠点としてLA支局を支えていたが現在はテネシー州に移住。リポート対象は市販銃器を中心に古今東西多岐に渡る。その事細かな考察と論理的な文章力により数多くのファンを持つ。
ウッディ小林
ハンティング・ガイド、サバイバル・スクール・インストラクター業を営むアウトドア派のリポーターでアンカレッジを拠点とする。リポート上の仮想標的は常に野生の熊である。
歳清勝晴
本誌でも上位レベルの射撃の腕を持ち、日本代表選手として世界各地の大会に出場した経験を持つワールドクラスシューター。国内取材や競技を中心に活躍。唯一、荒井雅治社長には支持され、後年のGun誌の編集業務を続けていた。
くろがねゆう
日本国内を拠点とするエッセイスト。トイガン・レポート、映画紹介、海外シューティングのレポートなど活動は多岐に渡る。
丸山修吾
トイガン・パーツ・メーカー「フリーダムアート」代表。LA支局の主要メンバー。最新の軍警察用銃器からウエスタン系の古いモデルまで幅広い銃に興味をもつ。本格的にハンドガン競技に取り組み、LA郊外で毎年開催されるスティールチャレンジ世界選手権に出場し、現地リポートを行っていた。
Akira
LA支局を担当。映画の銃なども紹介した。スティールチャレンジにも出場。
ジャック・タクボ
70年代から活動を続けてきたベテランライター。当初はイチローナガタとコンビを組んでサンフランシスコを拠点に取材を行ってきた。独自の視点や研究心で様々な銃を比較・検証し、命中精度テストを含め実射テストを徹底し、Gun誌No.1のテスト発射数を誇った。時には銃を破損させるほど徹底的に撃ち込むコアなリポートにより多くのファンを築いた。
ヒカル上坂
80年代からサンフランシスコを拠点に活動し、Gun誌の歴代ライターの中でも実力トップを自認する天才的な写真家。本誌で唯一、ターク・タカノと肩を並べるほどの本物の実力を持つガンライターであるらしく、日米銃業界のレジェンドと考えられている。主にシューティングマッチの取材で活躍。高いプロ精神を持つ努力家で法を順守し、人格者で多くの人から慕われ、尊敬の眼差しを浴びていた。
ヒロシ・アベ
長らくLA支局として活動していたライターでターク・タカノとテキサスで一緒に取材を行っていた時期もあった。旅好きでアウトドアの知識に長けており幅広い知識を持つ。
イチローナガタ
74年に渡米し76年12月からGun誌に寄稿を開始。親しみやすく楽しめる誌面で読者から大きな反響を得たが80年代に入りコンバットマガジンに移籍、スティールチャレンジ、ビアンキカップなど競技射撃に力を入れる。アメリカの銃器業界ではフォトグラファーとして成功し、長年有名誌の表紙を飾ってきた。引退した現在は時折ストライク アンド タクティカルマガジン（SATマカジン）に寄稿している。息子のケンシロウ・ナガタが弱冠14歳にして2021年のスティールチャレンジ世界大会に初出場しPCC部門で優勝。同時に世界記録を打ち立てる快挙を成し遂げ、翌年の同大会ではリムファイヤの光学サイト使用部門の双方で優勝、しかもどちらも世界記録を更新し、USPSAの会報誌でも度々特集され注目を浴びている。
M.ワトキンス
人気コーナー「自衛する市民たち」を長年執筆し、全米で起こった事件の詳細や自衛するアメリカ人の様子を克明に伝えた。
ピーター・ランドルフ
サンフランシスコ近郊で旧日本軍の小火器など珍しいものを中心に取材した。
伊藤祐靖
連載コラム「伝えるべきこと」を“BADMAN”のミドルネームで執筆。元海上自衛官。現在は茨城県で高校講師をしている。

## 月刊Gun Professionals誌の主なライター
休刊当時のGun誌海外ライターの多くを受け継いだ為、ここでは月刊Gun Professionals誌に新たに参加したライターを記述。
櫻井朋成
ヨーロッパ在住で欧州での取材記事を担当する。特にCZ本社と親しい間柄にあり同社待望の新製品である「シャドウ2」の開発にも関与したとされる。
Shin Tanaka
カリフォリニア州のガンスミス学校を卒業し、自身で銃のカスタマイズを行える高いガンスミススキルを持つ。USPSAでは最高峰のGM（グランドマスター）の射撃スキルを持ち、アメリカの法執行機関とも繋がりが強い。アームズマガジンにも寄稿している。
Hiro Soga
LA在住で法執行機関のプロフェッショナル達と間に大きなコネクションを持ち、特殊部隊のオフィサーや特殊な銃器を数多く紹介している。

## 月刊Gun Magazine誌の主なライター
Muneki Samejima
アリゾナ州在住でスティールチャレンジやUSPSAなど競技射撃に取り組み、日本人初のグランドマスターとなる。USPSAでは全米各地で開催されるナショナルズにも度々遠征し、スティールチャレンジ世界大会では歴代最高2位、2021年の大会ではキャリオプ部門で優勝を飾っている。
Yamil Sued
カメラマンとしてグロック、S&W、レミントンなどアメリカの有名メーカーと仕事をしてきた実績がある。様々な新製品を紹介した。アリゾナ在住。

## 過去の参加ライター
以下は休刊の時点で寄稿していない、もしくは連載を終了していた執筆者。
- K.Furukawa
- 小川正
- 和智香
- 野村一介
- ピーター・ランドルフ
- 岩堂憲人
- 根本忠
- ジャック天野
- バート草田
- ロック戸部
- トビー門口
- 納富喜久男
- タクジ
- 萩谷正人（1992〜N.Y.支局 1995〜Mac the bullet）